# Clase Paltus
Los submarinos de la clase Paltus (conocido oficialmente como Proyecto 1851.1) son unos minisubmarinos rusos de propósito especial. Se completaron dos buques: AS-21 y AS-35 como continuación del único bque de clase "X-Ray" AS-23 (Proyecto 1851). Ambos son parte del 29° escuadrón especial de submarinos destinados en la Bahía Olenya.
El desplazamiento superficial es de aproximadamente 300 toneladas con una longitud de 98 pies (30 m). La propulsión proviene de la energía nuclear con una profundidad operativa superior a 3800 pies (1200 m). El diseñador, según Polmar, fue Sergei Bavilin, quien había diseñado el anterior submarino pequeño diésel eléctrico Proyecto 865/Piraña (clase Losos) de dimensiones similares.